# Dennis Schmidt
Dennis Schmidt (* 18. April 1988 in Wermelskirchen) ist ein deutscher Fußballspieler, der im Sturm eingesetzt wird.

## Laufbahn

### Im Verein
Schmidt begann das Fußballspielen beim SSV Dhünn, bevor er 1997 in die Jugendabteilung von Bayer 04 Leverkusen wechselte. Dort wurde er ab der Saison 2006/07 in der zweiten Seniorenmannschaft eingesetzt – zunächst in der Regionalliga Nord, nach dem Abstieg seines Teams dann in der Oberliga Nordrhein. Zur Winterpause 2007/08 wurde er an den damaligen Zweitligisten SV Wehen Wiesbaden verliehen. Hier wurde er zumeist nur eingewechselt, weswegen er auch fünfmal für das Reserveteam auflief. Im Sommer 2009 wurde er erneut verliehen, diesmal an den VfL Osnabrück, der in der 3. Liga spielte. Sein Vertrag bei Bayer 04 Leverkusen wurde in der Winterpause 2009/10 aufgelöst, im Sommer 2010 unterschrieb er einen Vertrag bis 2011 in Osnabrück. Zum Ende der Transferperiode 2011 schloss sich Schmidt dem NRW-Ligisten Viktoria Köln an, mit dem er Meister wurde und in die Regionalliga West aufstieg. Im Sommer 2012 wechselte Schmidt zum Ligakonkurrenten Sportfreunde Lotte; dort unterschrieb er einen Einjahresvertrag, welcher bis zum 30. Juni 2013 datiert war.
Zur Saison 2013/14 wechselte Schmidt zum Drittligisten SV Darmstadt 98. Im Januar 2014 wurde sein Vertrag beim SV Darmstadt 98 aufgelöst; Schmidt schloss sich daraufhin dem Oberligisten Wuppertaler SV an.
Im April 2015 wurde Dennis Schmidt vom Wuppertaler Sportverein suspendiert. Am 13. April gab der Klub in einer Pressemitteilung bekannt, dass der Vertrag mit dem Stürmer (bis dato Kapitän der Oberligamannschaft) in gegenseitigem Einvernehmen aufgelöst wird.
Im Juli 2015 schloss er sich dem Oberligisten TSV Meerbusch an. Nachdem Schmidt mit den Meerbuschern 2017 in die Landesliga abgestiegen war, wechselte der ehemalige Profi zurück zu seinem früheren Jugendverein, dem SSV Dhünn, in die Kreisliga Remscheid.

### In der Nationalmannschaft
Schmidt spielte sowohl für die deutsche U-18-Auswahl, als auch für die U-19 und die U-21. Für letztere debütierte er am 11. August 2009, als er beim Lobanovskiy-Pokal in der Ukraine bei der 1:3-Niederlage gegen die Türkei in der 86. Minute Thomas Müller ersetzte.

## Erfolge
- Deutscher A-Junioren-Meister 2007